# Active Phased Array Radar
Active Phased Array Radar (APAR) is het eerste active electronically scanned array (AESA) type radar voor marineschepen in de wereld, en ontwikkeld en geproduceerd door Thales Nederland. 

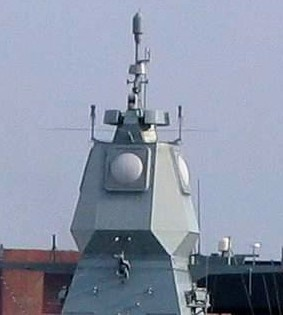
Een APAR op de Duitse Sachsen klasse fregat F220 Hamburg

APAR heeft een bereik van 150 km en kan tegelijkertijd meerdere doelen zoeken, volgen, en de vuurleiding verzorgen voor Standard Missile SM-2 en ESSM projectielen. APAR is geïnstalleerd op de Nederlandse LCF en de Duitse F124 fregatten. De SMART-L radar, ook ontwikkeld door Thales Nederland, is een aanvulling op de APAR.